# АТЕК (спорткомплекс)
Спортко́мплекс АТЕК — спортивний комплекс у Києві, Україна, найбільш відомий завдяки льодовій арені.
Складається з кількох споруд, у яких розміщено льодову арену з місцями для 530 глядачів (тут тренується і грає матчі УХЛ київський хокейний клуб «Сокіл» та учні ДЮСШ «Сокіл»), зал для східних єдиноборств, зал для бальних танців. Поруч з спорткомплексом знаходиться футбольний стадіон.
Розташований за адресою: Чистяківська вулиця, 20

## Льодова арена
Льодова арена «АТЕК» збудована в 1985 році як частина заводу «Червоний екскаватор» (нині «АТЕК», банкрут з середини 2010-х). У 2019 році арена перебувала під загрозою знищення, але була відновлена після трирічного простою в 2020 році.
Трибуни вміщують 530 глядачів.
Станом на 2021 рік на арені виступає команда Української хокейної ліги «Сокіл», а також тренуються хокеїсти низки дитячо-юнацьких шкіл Києва (зокрема, ДЮСШ «Сокіл»), фігуристи та проводяться матчі аматорських хокейних команд.
У вільний від тренувань спортсменів час (зазвичай ввечері) арена відкрита для бажаючих кататися на ковзанах, має прокат ковзанів. За оцінками ЗМІ, арена має лід найкращої якості серед ковзанок Києва.
На арені є кафе та магазин хокейної атрибутики.
На арені виступала більшість професіональних хокейних клубів Києва: окрім «Сокола», тут також грали чемпіони України АТЕК, «Беркут-Київ», «Компаньйон-Нафтогаз» та інші команди.
Зафіксований рекорд відвідуваності — 1000 глядачів на двох матчах:
- «Компаньйон-Нафтогаз» — «Сокіл», 10 березня 2012, вирішальний матч півфінальної серії Професіональної хокейної ліги 2011—2012[6];
- «Компаньйон-Нафтогаз» — «Білий Барс» (Біла Церква), 11 березня 2014, вирішальний матч фінальної серії чемпіонату України 2013—2014[7].

## Стадіон

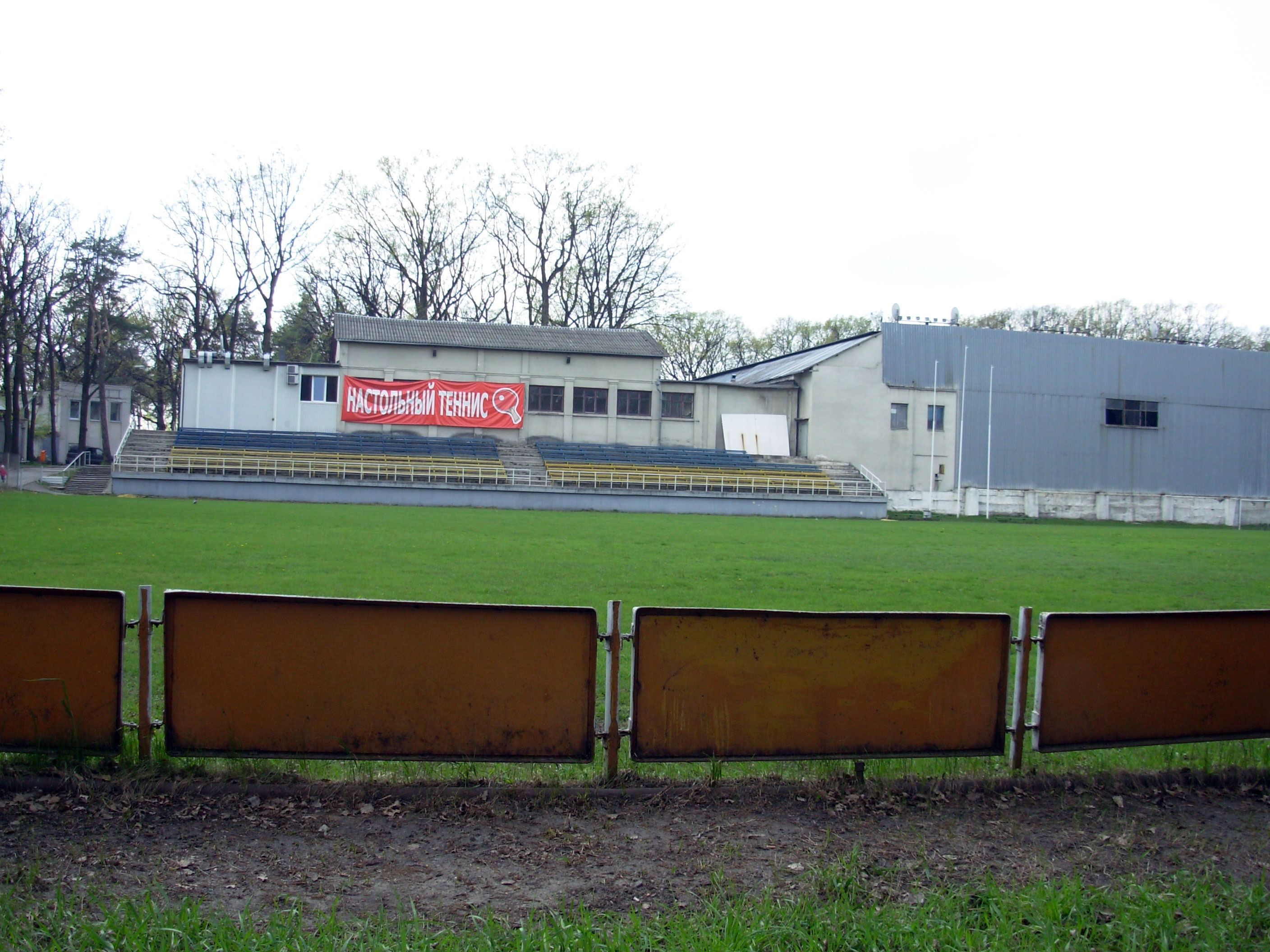
Стадіон АТЕК

До спорткомплексу АТЕК входить стадіон розміром 105×68 м. Збудований як стадіон стандартного розміру для великого футболу, але на практиці половина поля використовується для мініфутболу та має трав'яне покриття на майданчику розміром від 40×20 м до 50×30 м, а інша половина поля не використовується та не має покриття.
На стадіоні не проходили матчі професіонального чоловічого футболу. У 1994—1995 роках на стадіоні грав у вищій лізі чемпіонату України та кубку України жіночий футбольний клуб «Аліна»: середня відвідуваність у сезоні 1994 склала 850 глядачів, а в сезоні 1995 — 557 глядачів. У 1998—2002 роках стадіон використовував юнацький клуб АТЕК, що виступав у Дитячо-юнацькій футбольній лізі України. Середня відвідуваність матчів склала 106 глядачів, найвища — 200 (4 матчі, зокрема, проти чернігівської «Десни» та київського ЦСКА).
Зафіксований рекорд відвідуваності — 1500 глядачів на матчі жіночої вищої ліги-1994 між «Аліною» (Київ) та одеською «Чорноморочкою» (26 червня 1994).